# Commissione Finanze della Camera dei deputati
La Commissione permanente VI Finanze è un organo della Camera dei deputati della Repubblica italiana.

## Funzione
La VI Commissione ha competenza per i disegni di legge riguardanti le specifiche materie dell'ordinamento sui servizi finanziari e dei servizi del Ministero della finanza, nonché per i disegni di legge riguardanti la materia sui servizi bancari e finanziari.

## Composizione
La Commissione è composta da 28 deputati (di cui due segretari, due vicepresidenti di cui un componente esterno, e un presidente) scelti in modo omogeneo tra i componenti della Camera dei deputati, in modo da rispecchiarne le forze politiche presenti. Essi sono scelti dai gruppi parlamentari (e non dal Presidente, come invece accade per l'organismo della Giunta parlamentare): per la nomina dei membri ciascun Gruppo, entro cinque giorni dalla propria costituzione, procede, dandone comunicazione alla Presidenza della Camera, alla designazione dei propri rappresentanti nelle singole Commissioni permanenti.
Ogni deputato chiamato a far parte del governo o eletto presidente della Commissione è, per la durata della carica, sostituito dal suo gruppo nella Commissione con un altro deputato, che continuerà ad appartenere anche alla Commissione di provenienza. Tranne in rari casi nessun Deputato può essere assegnato a più di una Commissione permanente. Le Commissioni permanenti sono rinnovate dopo il primo biennio della legislatura ed i loro componenti possono essere confermati, ma i gruppi parlamentari possono cambiare i propri membri autonomamente in qualsiasi momento, sostituendoli, aggiungendoli o rimuovendoli, modificando di conseguenza anche il numero totale dei componenti della Commissione.

## Presidenti
| N°                  | Presidente           | Presidente     | Presidente                           | Gruppo parlamentare                                                                         | Mandato           | Mandato           | Legislatura  |
| N°                  | Presidente           | Presidente     | Presidente                           | Gruppo parlamentare                                                                         | Inizio            | Fine              | Legislatura  |
| ------------------- | -------------------- | -------------- | ------------------------------------ | ------------------------------------------------------------------------------------------- | ----------------- | ----------------- | ------------ |
| IV Finanze e tesoro |                      |                |                                      |                                                                                             |                   |                   |              |
| 1                   |                      |                | Ugo La Malfa (1903-1979)             | Partito Repubblicano Italiano                                                               | 11 giugno 1948    | 2 febbraio 1950   | I (1948)     |
| 2                   |                      |                | Salvatore Scoca (1894-1962)          | Democratico cristiano                                                                       | 2 febbraio 1950   | 24 giugno 1953    | I (1948)     |
| 3                   |                      |                | Giuseppe Castelli Avolio (1894-1966) | Democratico cristiano                                                                       | 1º luglio 1953    | 15 dicembre 1955  | II (1953)    |
| 4                   |                      |                | Pietro Ferreri (1899-1971)           | Democratico cristiano                                                                       | 16 dicembre 1955  | 11 giugno 1958    | II (1953)    |
| VI Finanze e tesoro |                      |                |                                      |                                                                                             |                   |                   |              |
| 5                   |                      |                | Mario Martinelli (1906-2001)         | Democratico cristiano                                                                       | 30 luglio 1958    | 30 giugno 1960    | III (1958)   |
| 6                   |                      |                | Athos Valsecchi (1919-1985)          | Democratico cristiano                                                                       | 6 luglio 1960     | 15 maggio 1963    | III (1958)   |
| 7                   |                      |                | Rodolfo Vicentini (1896-1974)        | Democratico cristiano                                                                       | 12 luglio 1963    | 4 giugno 1968     | IV (1963)    |
| 7                   | Democrazia Cristiana | 11 luglio 1968 | Rodolfo Vicentini (1896-1974)        | 24 maggio 1972                                                                              | V (1968)          |                   |              |
| 8                   | Democrazia Cristiana |                |                                      | Franco Maria Malfatti (1927-1991)                                                           | 11 luglio 1972    | 7 luglio 1973     | VI (1972)    |
| 9                   | Democrazia Cristiana |                |                                      | Giuseppe La Loggia (1911-1994)                                                              | 18 settembre 1973 | 4 luglio 1976     | VI (1972)    |
| 10                  |                      |                | Giuseppe D'Alema (1917-1994)         | Partito Comunista Italiano                                                                  | 27 luglio 1976    | 19 giugno 1979    | VII (1976)   |
| 11                  |                      |                | Bruno Corti (1920-2001)              | Partito Socialista Democratico Italiano                                                     | 11 luglio 1979    | 13 febbraio 1980  | VIII (1979)  |
| 12                  |                      |                | Adolfo Battaglia (1930)              | Repubblicano                                                                                | 7 maggio 1980     | 15 luglio 1981    | VIII (1979)  |
| 13                  |                      |                | Emilio Rubbi (1930-2005)             | Democrazia Cristiana                                                                        | 16 luglio 1981    | 3 giugno 1982     | VIII (1979)  |
| 14                  |                      |                | Giuseppe Azzaro (1925-2022)          | Democrazia Cristiana                                                                        | 23 giugno 1982    | 11 luglio 1983    | VIII (1979)  |
| 15                  |                      |                | Giorgio Ruffolo (1926-2023)          | Partito Socialista Italiano                                                                 | 10 agosto 1983    | 1º luglio 1987    | IX (1983)    |
| VI Finanze          |                      |                |                                      |                                                                                             |                   |                   |              |
| 16                  |                      |                | Pier Luigi Romita (1924-2003)        | Partito Socialista Democratico Italiano (1987-1989) Misto (1989)                            | 4 agosto 1987     | 17 ottobre 1989   | X (1987)     |
| 17                  |                      |                | Franco Piro (1948-2017)              | Partito Socialista Italiano                                                                 | 18 ottobre 1989   | 15 ottobre 1991   | X (1987)     |
| 18                  |                      |                | Mario D'Acquisto (1931)              | Democratico cristiano                                                                       | 16 ottobre 1991   | 22 aprile 1992    | X (1987)     |
| 19                  |                      |                | Manfredo Manfredi (1928-2013)        | Democratico cristiano - Partito Popolare Italiano                                           | 17 giugno 1992    | 14 aprile 1994    | XI (1992)    |
| 20                  |                      |                | Paolo Agostinacchio (1938-2024)      | Alleanza Nazionale                                                                          | 25 maggio 1994    | 13 settembre 1995 | XII (1994)   |
| 21                  |                      |                | Pierangelo Paleari (1941)            | Forza Italia                                                                                | 20 settembre 1995 | 8 maggio 1996     | XII (1994)   |
| 22                  |                      |                | Giorgio Benvenuto (1937)             | Popolari Democratici - L'Ulivo (1996-1998) Democratici di Sinistra - L'Ulivo (1998-2001)    | 4 giugno 1996     | 29 maggio 2001    | XIII (1996)  |
| 23                  |                      |                | Giorgio La Malfa (1939)              | Misto (2001-2002) Misto - Liberal-democratici, Repubblicani, Nuovo PSI (2002-2005)          | 21 giugno 2001    | 23 aprile 2005    | XIV (2001)   |
| 24                  |                      |                | Antonio Marzano (1935)               | Forza Italia                                                                                | 4 maggio 2005     | 21 settembre 2005 | XIV (2001)   |
| 25                  |                      |                | Renzo Patria (1933-2019)             | Forza Italia                                                                                | 28 settembre 2005 | 27 aprile 2006    | XIV (2001)   |
| 26                  |                      |                | Paolo Del Mese (1946)                | Popolari-UDEUR                                                                              | 6 giugno 2006     | 28 aprile 2008    | XV (2006)    |
| 27                  |                      |                | Gianfranco Conte (1952)              | Popolo della Libertà                                                                        | 22 maggio 2008    | 14 marzo 2013     | XVI (2008)   |
| 28                  |                      |                | Daniele Capezzone (1972)             | Forza Italia - Il Popolo della Libertà - Berlusconi Presidente                              | 7 maggio 2013     | 20 luglio 2015    | XVII (2013)  |
| 29                  |                      |                | Maurizio Bernardo (1963)             | Alternativa Popolare-Centristi per l'Europa-NCD (2015-2017) Partito Democratico (2017-2018) | 21 luglio 2015    | 22 marzo 2018     | XVII (2013)  |
| 30                  |                      |                | Carla Ruocco (1973)                  | MoVimento 5 Stelle                                                                          | 21 giugno 2018    | 14 febbraio 2020  | XVIII (2018) |
| 31                  |                      |                | Raffaele Trano (1979)                | MoVimento 5 Stelle (2020) Misto (2020)                                                      | 4 marzo 2020      | 28 luglio 2020    | XVIII (2018) |
| 32                  |                      |                | Luigi Marattin (1979)                | Italia Viva                                                                                 | 29 luglio 2020    | 12 ottobre 2022   | XVIII (2018) |
| 33                  |                      |                | Marco Osnato (1972)                  | Fratelli d'Italia                                                                           | 9 novembre 2022   | in carica         | XIX (2022)   |

## Composizione nella XIX legislatura (2022 -in corso)
Elenco dei membri a settembre 2024
| Gruppo parlamentare                                         | Gruppo parlamentare                                     | Deputato                           |
| ----------------------------------------------------------- | ------------------------------------------------------- | ---------------------------------- |
|                                                             | Fratelli d'Italia                                       | Marco Osnato (presidente)          |
|                                                             | Lega - Salvini Premier                                  | Alberto Bagnai (vicepresidente)    |
|                                                             | MoVimento 5 Stelle                                      | Giorgio Lovecchio (vicepresidente) |
|                                                             | Italia Viva-Il Centro-Renew Europe                      | Mauro Del Barba (segretario)       |
|                                                             | Fratelli d'Italia                                       | Guerino Testa (segretario)         |
| Saverio Congedo                                             | Fratelli d'Italia                                       |                                    |
| Francesco Filini                                            | Fratelli d'Italia                                       |                                    |
| Mariangela Matera                                           | Fratelli d'Italia                                       |                                    |
| Nicole Matteoni (in sostituzione di Galeazzo Bignami)       | Fratelli d'Italia                                       |                                    |
| Stefano Giovanni Maullu                                     | Fratelli d'Italia                                       |                                    |
| Giulio Tremonti (in sostituzione di Maurizio Leo)           | Fratelli d'Italia                                       |                                    |
|                                                             | Partito Democratico - Italia Democratica e Progressista | Luciano D'Alfonso                  |
| Virginio Merola                                             | Partito Democratico - Italia Democratica e Progressista |                                    |
| Toni Ricciardi                                              | Partito Democratico - Italia Democratica e Progressista |                                    |
| Claudio Stefanazzi                                          | Partito Democratico - Italia Democratica e Progressista |                                    |
| Bruno Tabacci                                               | Partito Democratico - Italia Democratica e Progressista |                                    |
|                                                             | Lega - Salvini Premier                                  | Laura Cavandoli                    |
| Giulio Centemero                                            | Lega - Salvini Premier                                  |                                    |
| Alberto Luigi Gusmeroli (in sostituzione di Federico Freni) | Lega - Salvini Premier                                  |                                    |
|                                                             | MoVimento 5 Stelle                                      | Emiliano Fenu                      |
| Michele Gubitosa                                            | MoVimento 5 Stelle                                      |                                    |
| Angela Raffa                                                | MoVimento 5 Stelle                                      |                                    |
|                                                             | Forza Italia - Berlusconi Presidente - PPE              | Vito De Palma                      |
| Francesco Maria Rubano                                      | Forza Italia - Berlusconi Presidente - PPE              |                                    |
| Fabrizio Sala                                               | Forza Italia - Berlusconi Presidente - PPE              |                                    |
|                                                             | Azione - Popolari europeisti riformatori - Renew Europe | Giulio Cesare Sottanelli           |
|                                                             | Alleanza Verdi e Sinistra                               | Francesco Emilio Borrelli          |
|                                                             | Misto-Minoranze linguistiche                            | Renate Gebhard                     |
|                                                             | Misto-Non iscritti                                      | Andrea de Bertoldi                 |